# Echeveria bicolor
Echeveria bicolor ist eine Pflanzenart aus der Gattung der Echeverien (Echeveria) in der Familie der Dickblattgewächse (Crassulaceae).

## Beschreibung
Echeveria bicolor bildet wenig verzweigte Pflanzen aus, deren Triebe Längen von 50 Zentimeter und mehr ausbilden. Die Triebe erreichen Durchmesser von etwa 9 bis 12 Millimeter. Die zerstreut stehenden, verkehrt lanzettlich bis spateligen Blätter werden 7 Zentimeter lang und 2,5 Zentimeter breit. Die Oberseite der Blätter ist konkav oder gefurcht ausgebildet, sie ist manchmal etwas glauk gefärbt und glänzend grün.
Der Blütenstand wird aus Trauben gebildet. Der Blütenstiel wird 3 bis 4 Millimeter lang. Die weit ausgebreiteten Kelchblätter sind grün und werden etwa 8 Millimeter lang. Die Blütenkrone wird etwa 8 bis 10 Millimeter lang und hat am Schlund einen Durchmesser von 7 bis 9 Millimeter. Sie ist rötlich gelb gefärbt.
Die Chromosomenzahl beträgt 2n = 42, selten 84.

## Verbreitung und Systematik
Echeveria bicolor ist in Venezuela und in Kolumbien verbreitet.
Die Erstbeschreibung erfolgte 1823 als Sedum bicolor durch Karl Sigismund Kunth. Edward Eric Walther stellte die Art 1935 in die Gattung Echeveria. Es existieren folgende Synonyme: Sedum bicolor Kunth, Echeveria bracteolata Link & al., Cotyledon bracteolata (Link & al.) Baker, Cotyledon subspicata Baker, Echeveria subspicata (Baker) A.Berger, Echeveria bicolor var. subspicata (Baker) E.Walther und Echeveria venezuelensis Rose.
Es werden folgende Varietäten unterschieden:
- Echeveria bicolor var. bicolor; eine sehr variable Art. Es existieren im Westen von Venezuela kurzstämmigen Formen, die einen Übergang zu Echeveria recurvata bilden. Möglicherweise ist die oben als Synonym aufgeführte Echeveria subspicata eine eigenständige Art aus Kolumbien.
- Echeveria bicolor var. turumiquirensis Steyermark; bildet kürzere Blütenstände als die Stammart, die Blüten stehen dichter gedrängt und sind tiefrot gefärbt.

## Nachweise